# Friedrich Carl August Langner
Friedrich Carl August Langner (ur. 3 stycznia 1867 w Gliwicach, data śmierci nieznana) – ksiądz ewangelicki, proboszcz parafii ewangelickiej w Królewskiej Hucie (obecnie Chorzów). 

## Życiorys
Urodził się w rodzinie ewangelickiej zawodowego sierżanta Śląskiego Pułku Ułanów, jako pierworodny z czwórki rodzeństwa. Do 10 roku życia uczęszczał do szkoły elementarnej w Orzeszu. Po jej ukończeniu podjął naukę w ewangelickim gimnazjum klasycznym "Hochbergianum" w Pszczynie, zdając egzamin dojrzałości we wrześniu 1886.
Studiował teologię ewangelicką na uniwersytetach w Greifswaldzie (1886-88) oraz we Wrocławiu (1888-90). Znał zarówno język niemiecki jak i polski, stąd też pierwsze "próbne" kazanie wygłosił w obu tych językach. Egzamin na kaznodzieję, po pierwszej nieudanej próbie w marcu 1891, ostatecznie zdał za drugim razem, w lipcu 1891.
Przez dwa lata pracował jako nauczyciel domowy w rodzinie dyrektora dóbr Konopackiego w Kujawach k. Prudnika. W tym czasie przeszedł kurs pedagogiczny oraz odprawiał nabożeństwa i głosił kazania w kościołach ewangelickich w Głogówku i Krapkowicach.
We wrześniu 1893 zdał egzamin na duchownego, następnie objął urząd wikarego w Pszczynie, sprawując go do września następnego roku. W zastępstwie objął parafię w Żorach, jednakże po niespełna miesiącu uzyskał nominację władz kościelnych na proboszcza tej parafii.
W październiku 1905 ewangeliccy parafianie wybrali go drugim pastorem, czyli zastępcą proboszcza parafii Królewska Huta (obecnie Chorzów). Został także wiceprzewodniczącym rady parafialnej. Zamieszkał przy obecnej ul. Wolności 40, później przeprowadził się na obecną ul. Dąbrowskiego. Odprawiał polskie nabożeństwa ewangelickie w sąsiednich parafiach w Bytomiu, Katowicach, później także w Świętochłowicach i Wirku. Uczył religii w średniej szkole żeńskiej (obecnie IV Liceum Ogólnokształcące) w Królewskiej Hucie (obecnie Chorzów).
W 1921 wszedł w skład Kolegium Ewangelicko-Kościelnej Komisji ds. Górnośląskich terenów Odłączonych, której zadaniem było przygotowanie powstania Ewangelickiego Kościoła Unijnego na polskich terenach Górnego Śląska. Został także przewodniczącym rady ewangelickiego sierocińca (Evangelischer Stift), działającego przy obecnej ul. Katowickiej.
Od lipca 1930 objął urząd pierwszego proboszcza parafii ewangelickiej w Królewskiej Hucie (obecnie Chorzów). Po ok. trzech latach, ze względu na problemy zdrowotne przeszedł na emeryturę. Przeprowadził się do niemieckiego wówczas Wrocławia, gdzie zamieszkał przy obecnej ul. Gajowickiej. Według źródeł historycznych, mieszkał pod tym adresem, już jako obywatel Prus i Rzeszy Niemieckiej co najmniej dziesięć lat.
Nie zachowały się do dzisiaj informacje o późniejszych jego losach, jak i dacie śmierci.

## Odznaczenia
W 1920 Odznaczony Krzyżem Zasługi za Pomoc Wojenną (Verdienstkreuz fur Kregshilfe).